# Gifi
Ne doit pas être confondu avec Graphics_Interchange_Format, Gephi ou Giphy.
GiFi (abréviation de Ginestet Philippe) est une enseigne de distribution de produits à petits prix pour la maison et la famille, proche du hard-discount non alimentaire. GiFi est une marque connue pour son slogan « Des idées de génie ».
L'enseigne est majoritairement présente sur l'ensemble du territoire français avec plus de 600 magasins en 2023. Elle est également présente en Suisse, Espagne, Italie, Portugal, Kosovo ainsi qu'en Côte d'Ivoire.

## Histoire

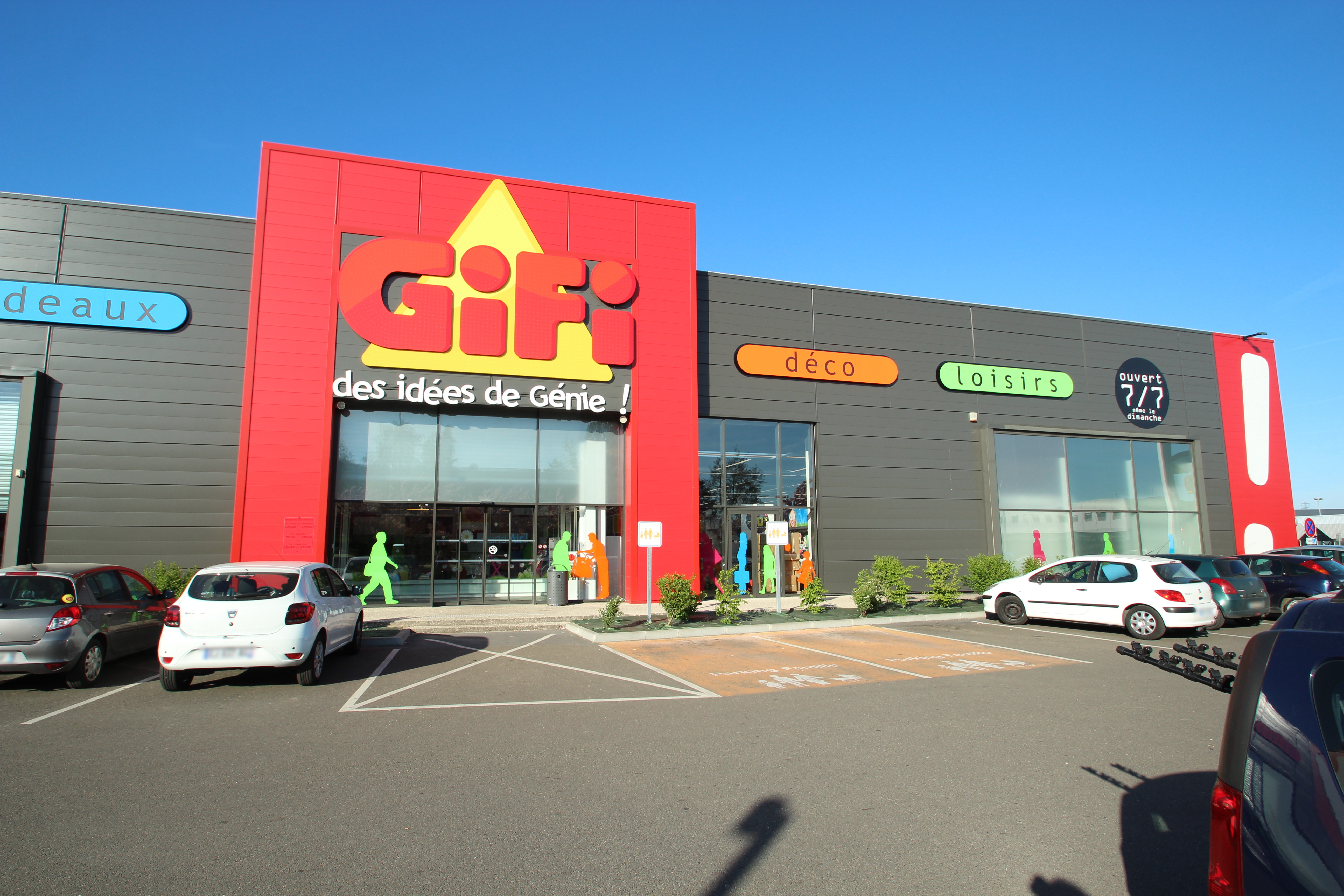
GiFi, Coignières, 2017

### Création de Gifi
Le 18 septembre 1981, Philippe Ginestet ouvre un premier point de vente à Villeneuve-sur-Lot sur le concept de solderie avec le slogan suivant : « Gifi, le vrai Soldeur ».
En 1986, neuf points de vente sont localisés dans le sud-ouest de la France. Le concept évolue de la solderie vers celui de premier prix. « Gifi le vrai soldeur » devient « Gifi center ». En 1988, Gifi crée sa centrale d'achat et commence à s'approvisionner directement dans les pays asiatiques.
En 1993, le 50e magasin est inauguré et l'enseigne adopte le slogan: « Gifi, des idées de génie ! ».

### Années 2000
En 2002, Gifi ouvre ses premiers magasins dans les DOM-TOM (Guadeloupe, Guyane). Le 26 avril 2003, le premier magasin Gifi ouvre en Belgique, à Ostende. En 2004, trois magasins Gifi s'ouvrent en Espagne. Le développement de la concession d'enseigne démarre en 2009.
En 2008, Gifi rachète les laboratoires Mességué (entreprise d'aromathérapie, phytothérapie et soins par les plantes créée par Maurice Mességué).
Le 26 juin 2017, Gifi est désigné par le tribunal de commerce de Bobigny pour reprendre l'enseigne Tati. La reprise est un échec et le 16 juillet 2019, le groupe annonce le passage, d'ici 2020, de la plupart des magasins Tati sous son enseigne.
Entre-temps, la maison mère de Gifi, GPG (Groupe Philippe Ginestet), et Weinberg Capital Partners reprennent, en septembre 2018, Besson Chaussures.
Le groupe est également présent dans l'immobilier et est « l'un des plus importants bailleurs commerciaux de France, avec 1,2 million de m2 de magasins, d'entrepôts et de bureaux ».

### Depuis 2024: difficultés financières
Début 2024, il est fait état dans la presse de problèmes financiers, liés à l'intégration difficile d'un nouveau système de gestion informatique, nécessitant la demande par l'entreprise d'une restructuration de sa dette,.
Le 14 novembre 2024, Philippe Ginestet, fondateur historique, annonce la mise en vente de Gifi à la suite de difficultés financières, commerciales et l'envie de « passer la main ».
Le 16 janvier 2025, une réunion extraordinaire et décisive du comité social et économique se tient pour décider de l'avenir de l'enseigne. Le lendemain, la société annonce un accord avec les banques créancières comprenant un effacement de plus de 300 millions d'euros de dette sur les 470 millions, en contrepartie d'une entrée au capital de ces banques à hauteur de 40 %. L'accord prévoit en outre la création d'une fiducie commune, l'injection de 150 à 200 millions pour renflouer la société et la mise à l'écart de la famille Ginestet de la direction de l'entreprise,. Le 3 avril 2025, l'entreprise annonce envisager de se séparer de 11 magasins et 300 salariés (soit 5%).

## Identité

### Logos

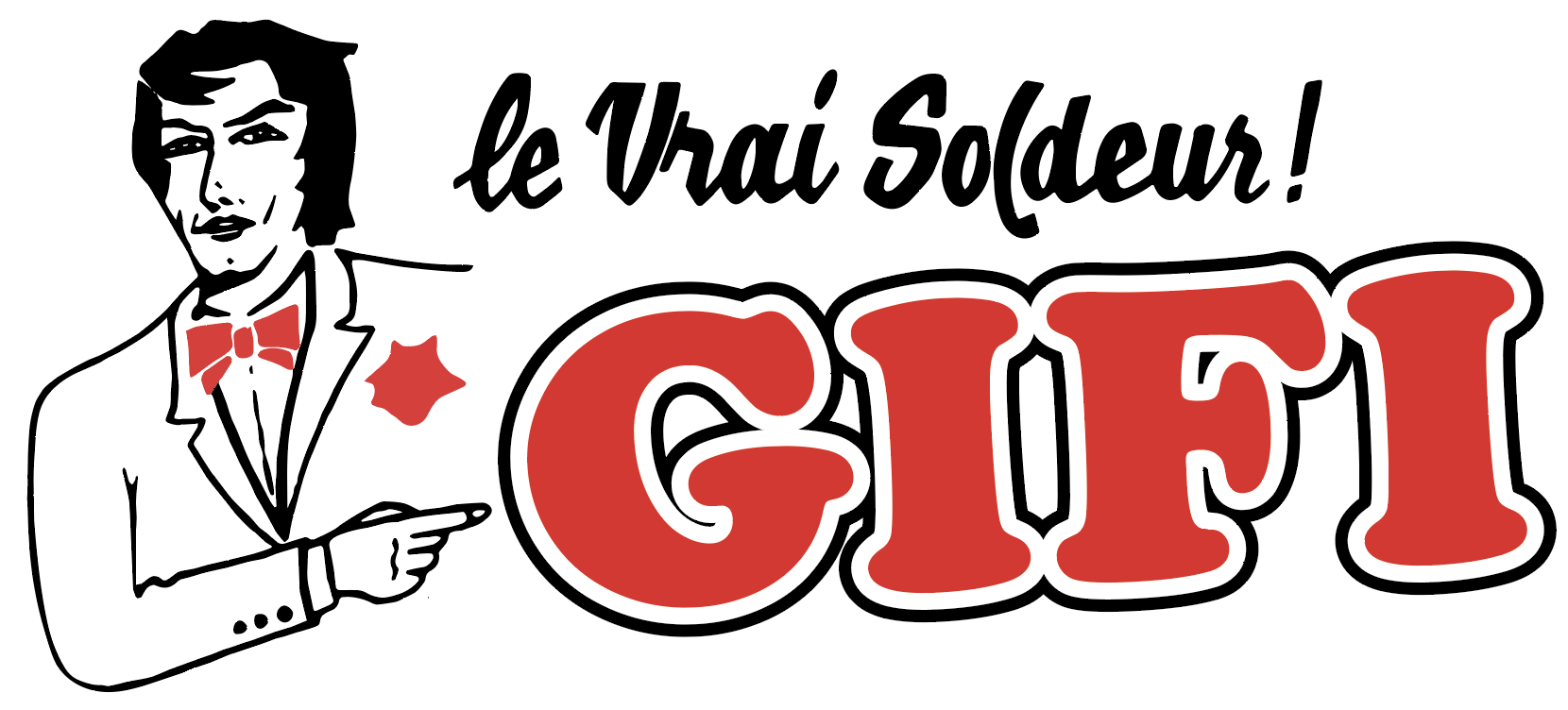
Logo du premier magasin GiFi (de 1981 à 1993)
Logo de Gifi de 1993 à 2011
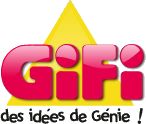
Logo de Gifi de 2011 à 2021
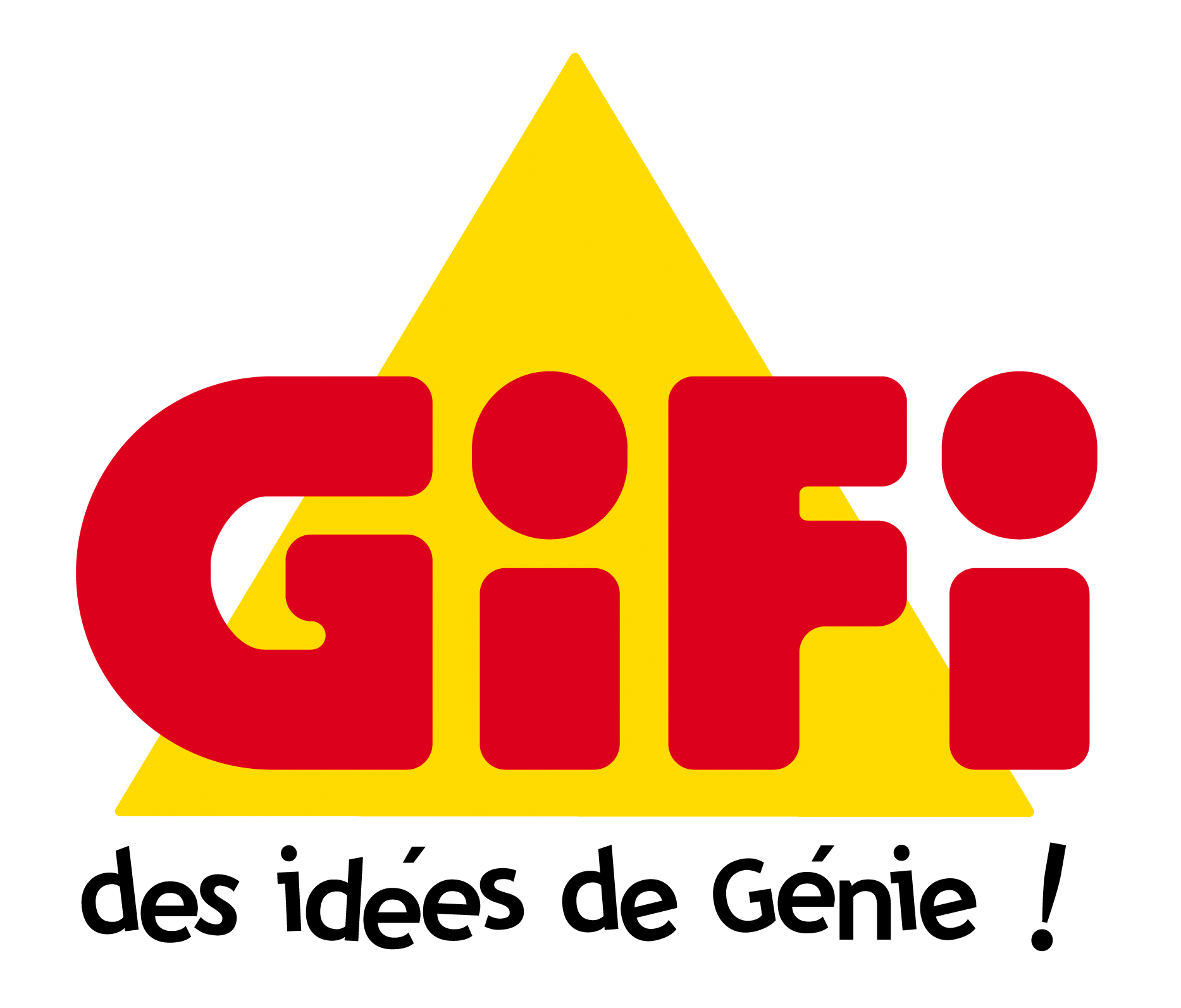
Logo de Gifi depuis 2021

### Slogans
- De 1981 à 1993 : « GiFi, le vrai Soldeur »
- Depuis 1993 : « GiFi, des idées de Génie ! » ( France et France outre-mer)
- De 1993 à 2003 : « GiFi, des idées de Génie ! » (Belgique)
- Depuis 2003 : « GiFi, een huis vol ideeën! » (Belgique)
- De 2004 à 2017 : « GiFi, Ideas de Genio! » (Espagne)
- Depuis 2017 : « GiFi, Ideas Geniales! » (Espagne)
- Depuis 2017 : « GiFi, Idee Geniali! » (Italie)

## Implantation dans le monde
| Pays                                  | Nombre de magasins |
| ------------------------------------- | ------------------ |
| France (y compris France d'outre-mer) | 568                |
| Belgique                              | 3                  |
| Italie                                | 3                  |
| Espagne                               | 9                  |
| Suisse                                | 7                  |
| Portugal                              | 2                  |
| Kosovo                                | 3                  |
| Côte d'Ivoire                         | 2                  |
| Au total                              | 585 magasins       |

## Données boursières
Gifi est coté à la Bourse Euronext Paris en 1996 et entre dans le calcul d'indices boursiers (SBF 250, CAC Small, etc.).
En 2011, Gifi annonce qu'il quitte la cote à la suite d'une OPA. La majorité des actions appartenant à Philippe Ginestet, sa femme, son fils et une faible minorité à la firme elle-même, les actionnaires autres doivent se retirer obligatoirement. Un classement de 2018 du magazine Challenges place Philippe Ginestet (et sa famille) au 132ᵉ rang des fortunes françaises avec 700 M€.
Fin 2024, Philippe Ginestet mandate une banque d'affaires pour céder ses parts du groupe.

## Controverses

### Stratégie publicitaire
En 2016 et 2017, deux publicités de l'enseigne Gifi provoquent un tollé, étant dénoncées comme sexistes,,.

### Promotions
En juin 2020, avec la levée du confinement en France, Gifi lance une campagne annonçant des promotions de -50 % dans tous les magasins. Le programme désigne en réalité des bons d'achat pouvant être utilisés ultérieurement et l'enseigne est accusée par des consommateurs d'avoir fait valser ses étiquettes pour augmenter les prix,,,.